# Deubener Weißeritzmühlgraben

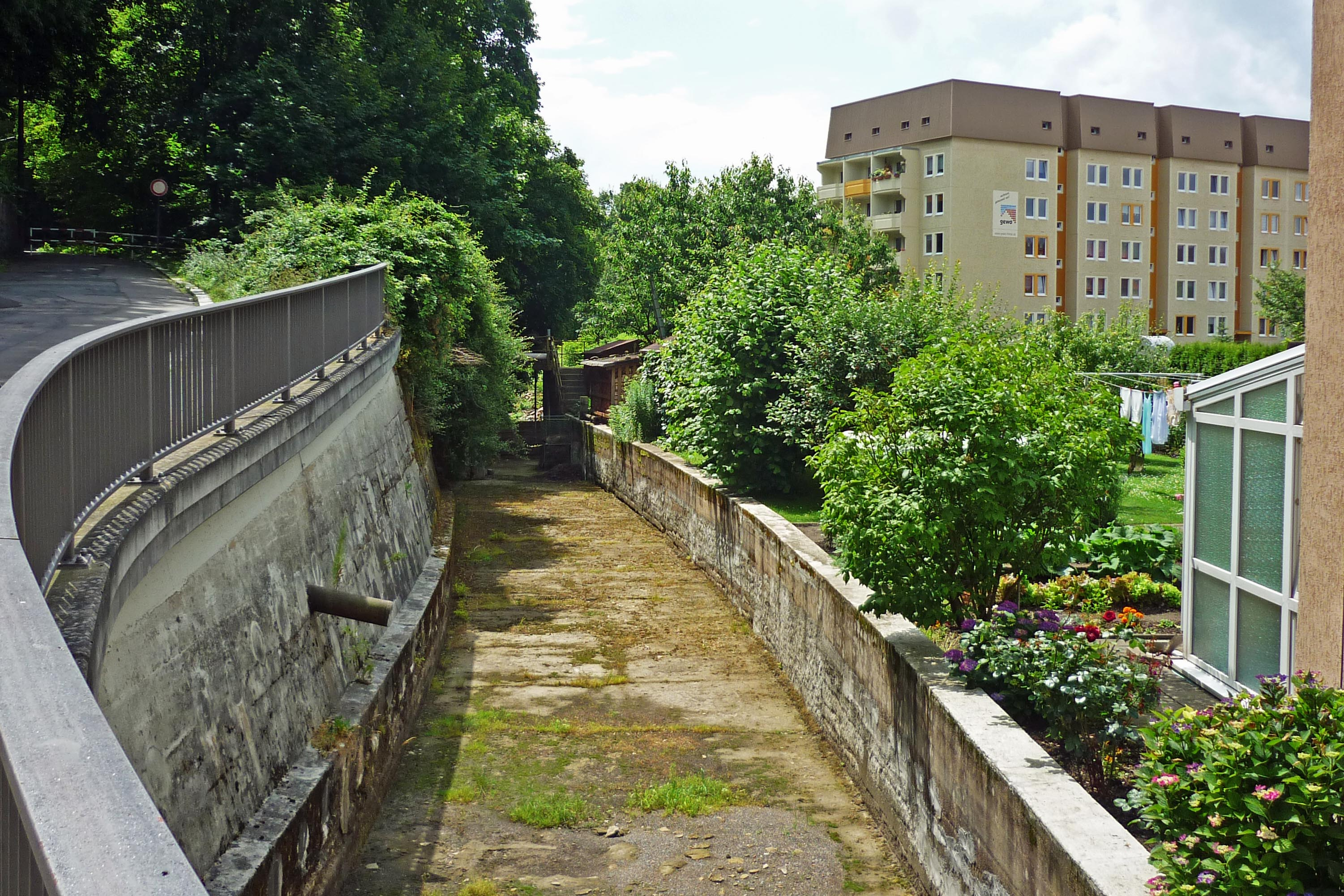
Der Deubener Mühlgraben kurz hinter dem Einlauf, Blickrichtung Weißeritz

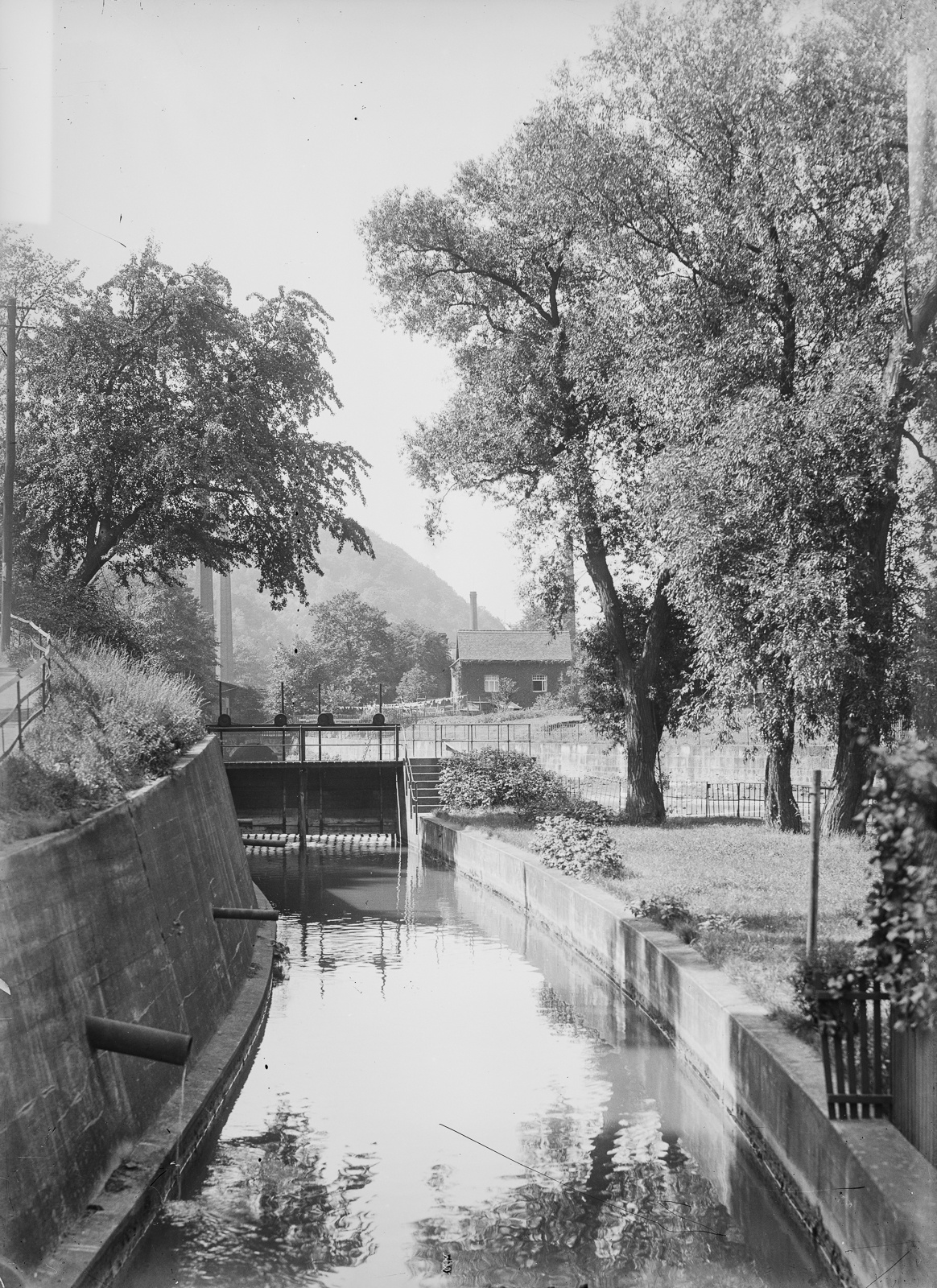
Die gleiche Ansicht um 1930

Der Deubener Weißeritzmühlgraben ist ein etwa 800 Meter langer Mühlkanal der Weißeritz im Freitaler Stadtteil Deuben, der vor allem die Egermühle, aber auch andere Betriebe im Ort versorgte.

## Beschreibung und Verlauf
Der Einlauf mitsamt der zugehörigen Staustufe befindet sich an der Ecke Jägerstraße/Turnerweg (⊙). Das Gleitwehr mit Rechen und Schieber ist noch erhalten, aber stark beschädigt. Der in Bruchsteinmauerwerk und Beton gesetzte Kanal verläuft einige Meter entlang der Jägerstraße und durch das Gelände des Weißeritzgymnasiums, bevor er im Bereich der Egermühle auf etwa 50 Metern verrohrt ist. An der Lessingstraße tritt der Weißeritzmühlgraben wieder zutage und folgt nun dem Verlauf der Roseggerstraße. In diesem Bereich sind die Stützmauern teilweise eingestürzt. Der Mühlgraben unterquert die Körnerstraße und kreuzt das Gelände der Lederfabrik Sohre sowie die Poisentalstraße. Nahe der früheren Böhmertmühle nimmt der Mühlgraben den Poisenbach auf, der anschließend kanalisiert das ehemalige Mühlenareal durchquert und wieder in die Weißeritz mündet (⊙).
Der Mühlgraben verläuft hauptsächlich auf Deubener Flur, hat aber auch Abschnitte, die in den Gemarkungen Niederhäslich, Schweinsdorf und Hainsberg liegen.

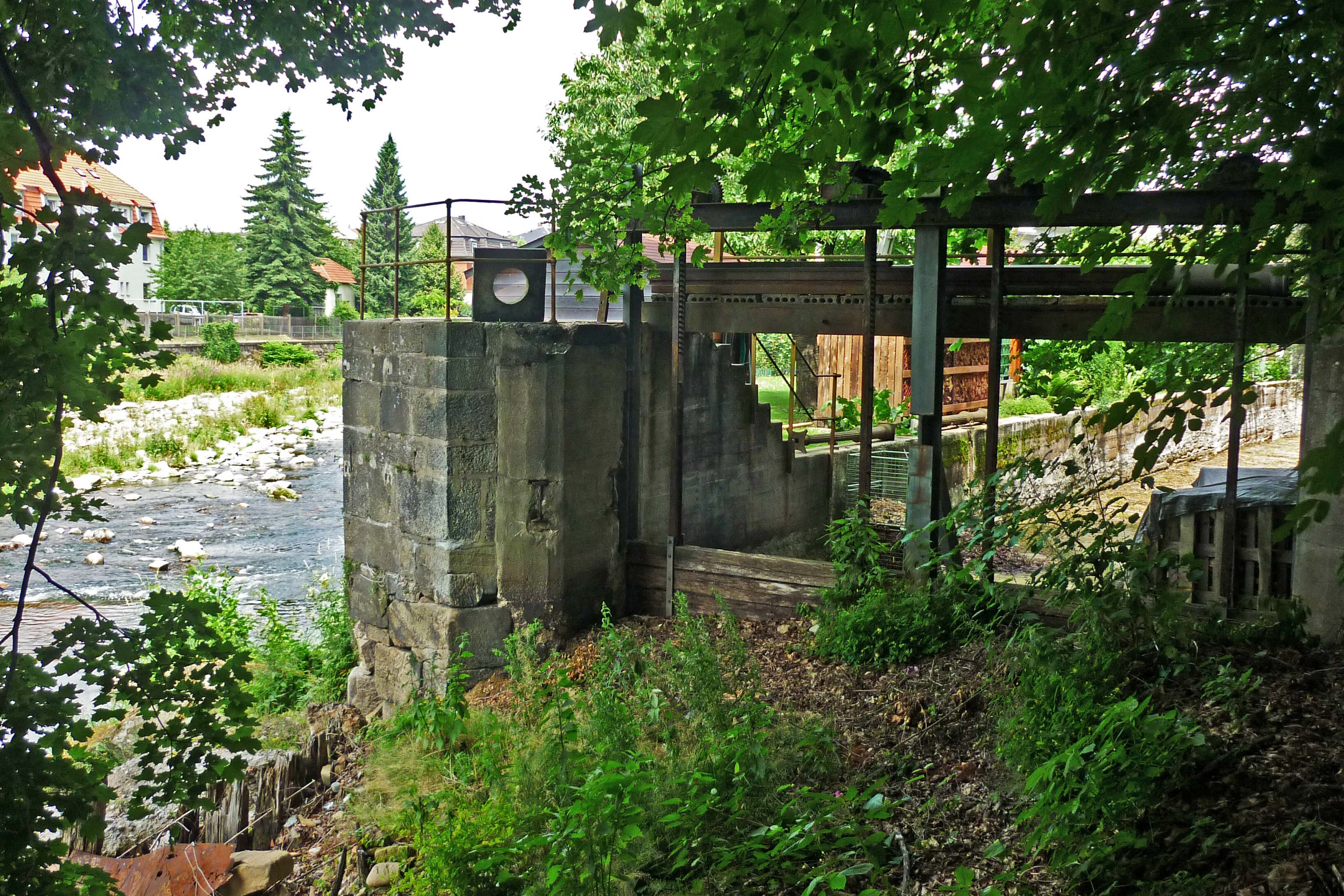
Einlauf des Mühlgrabens an der Weißeritz
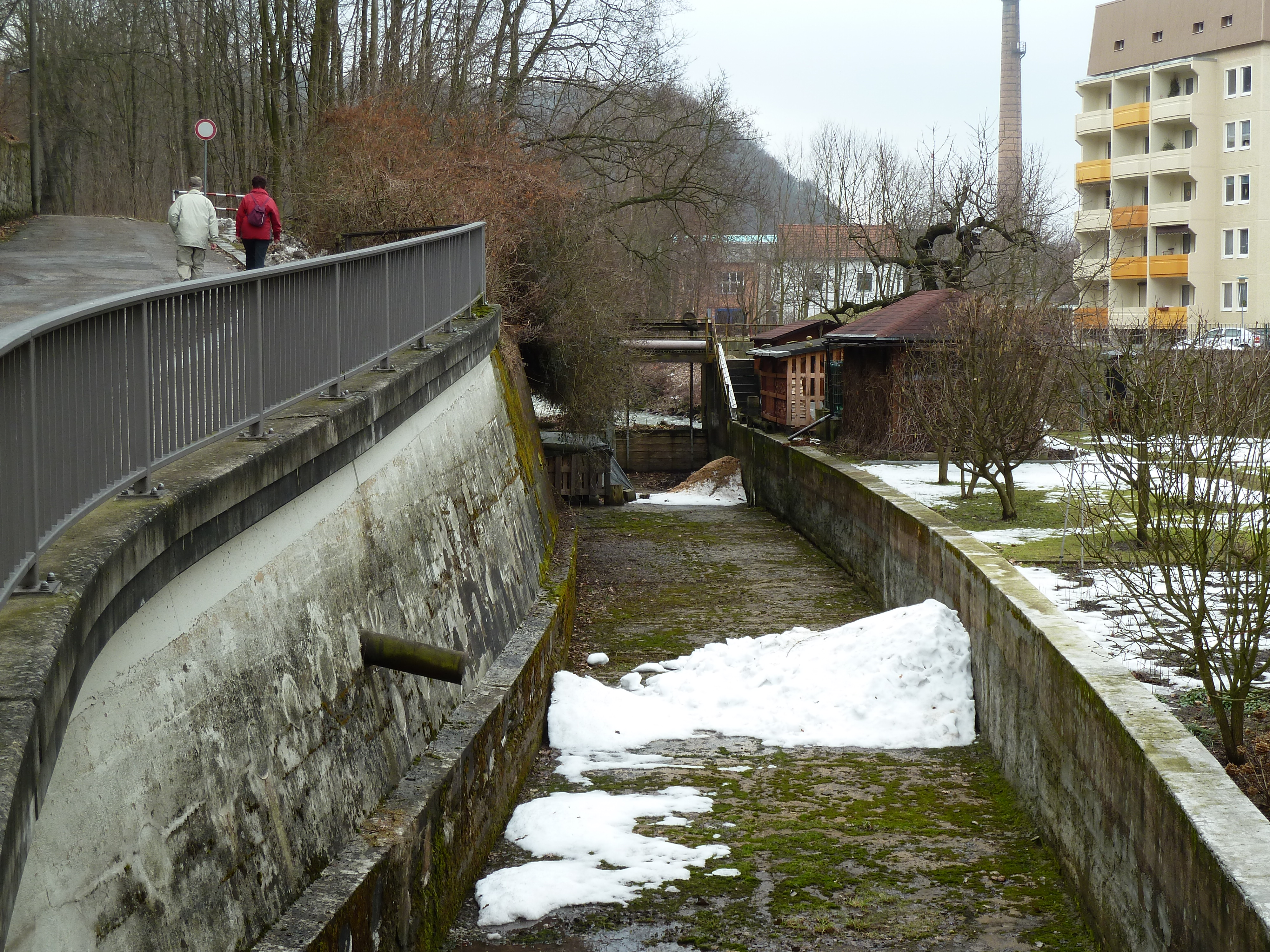
Direkter Verlauf entlang der Jägerstraße (links)
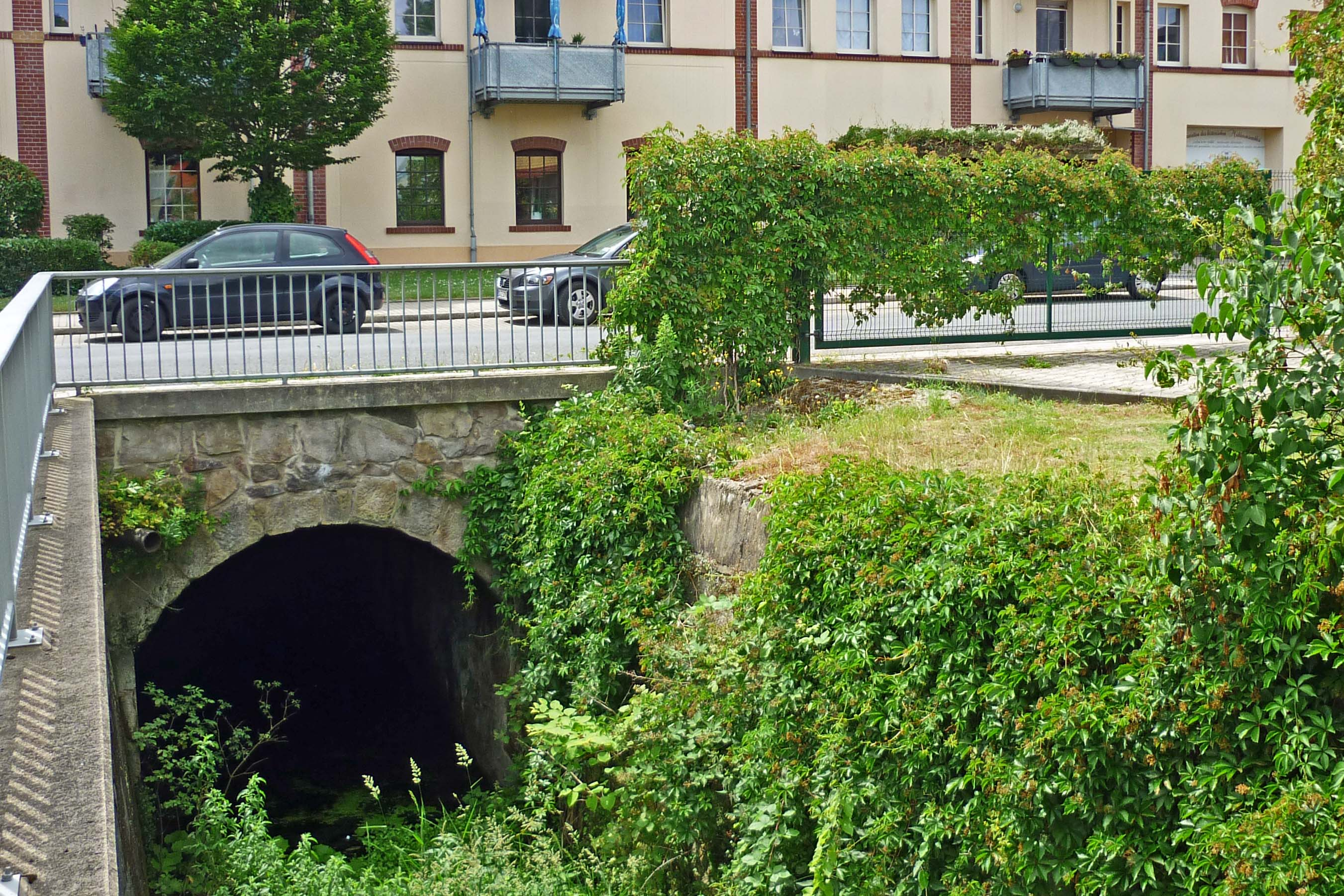
Austritt des Mühlgrabens aus der Egermühle an der Lessingstraße
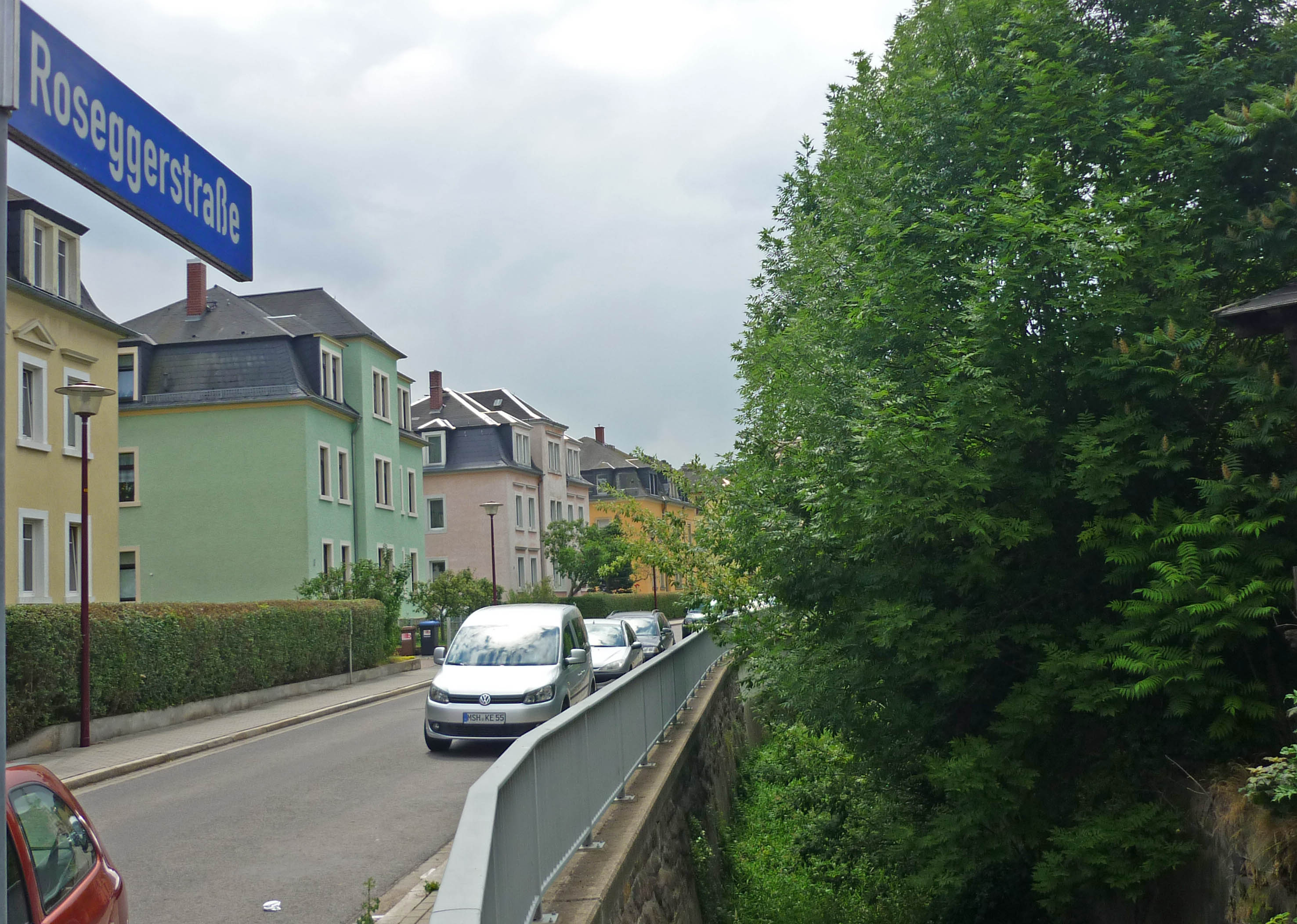
Verlauf entlang der Roseggerstraße
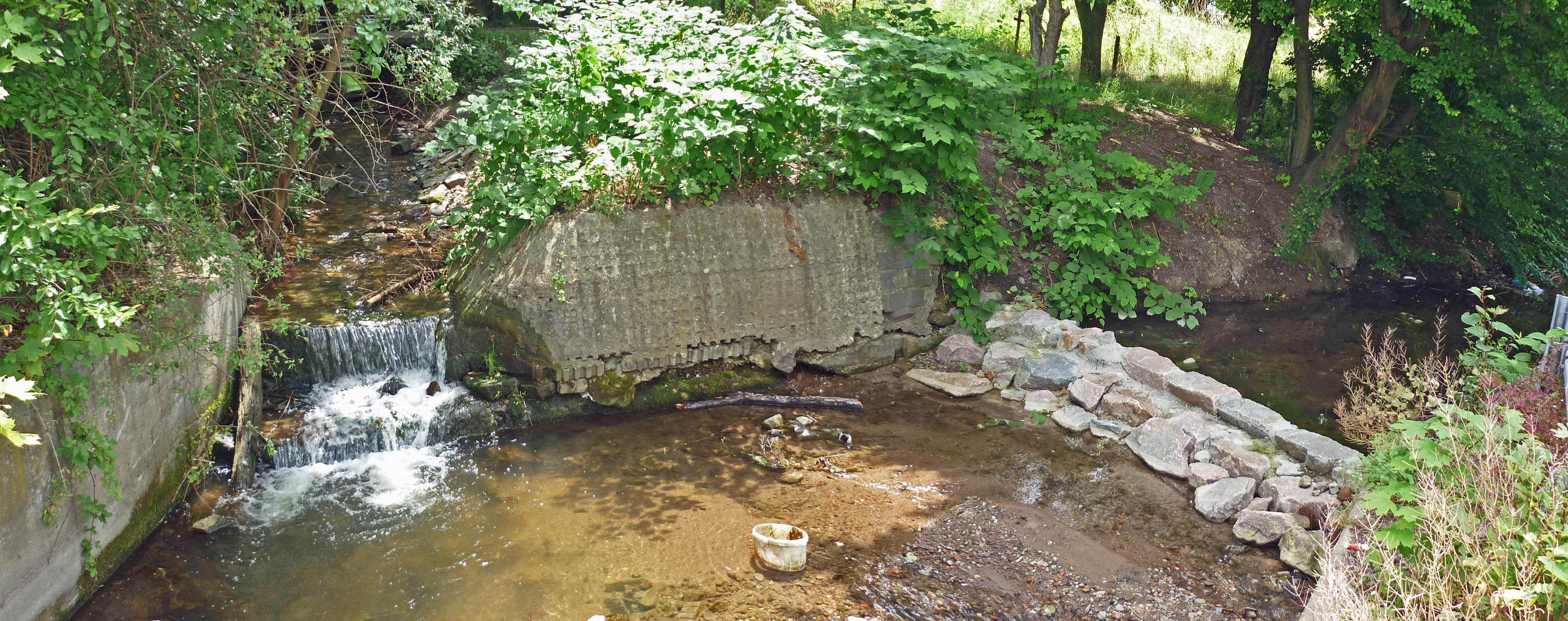
Einmündung des Poisenbachs
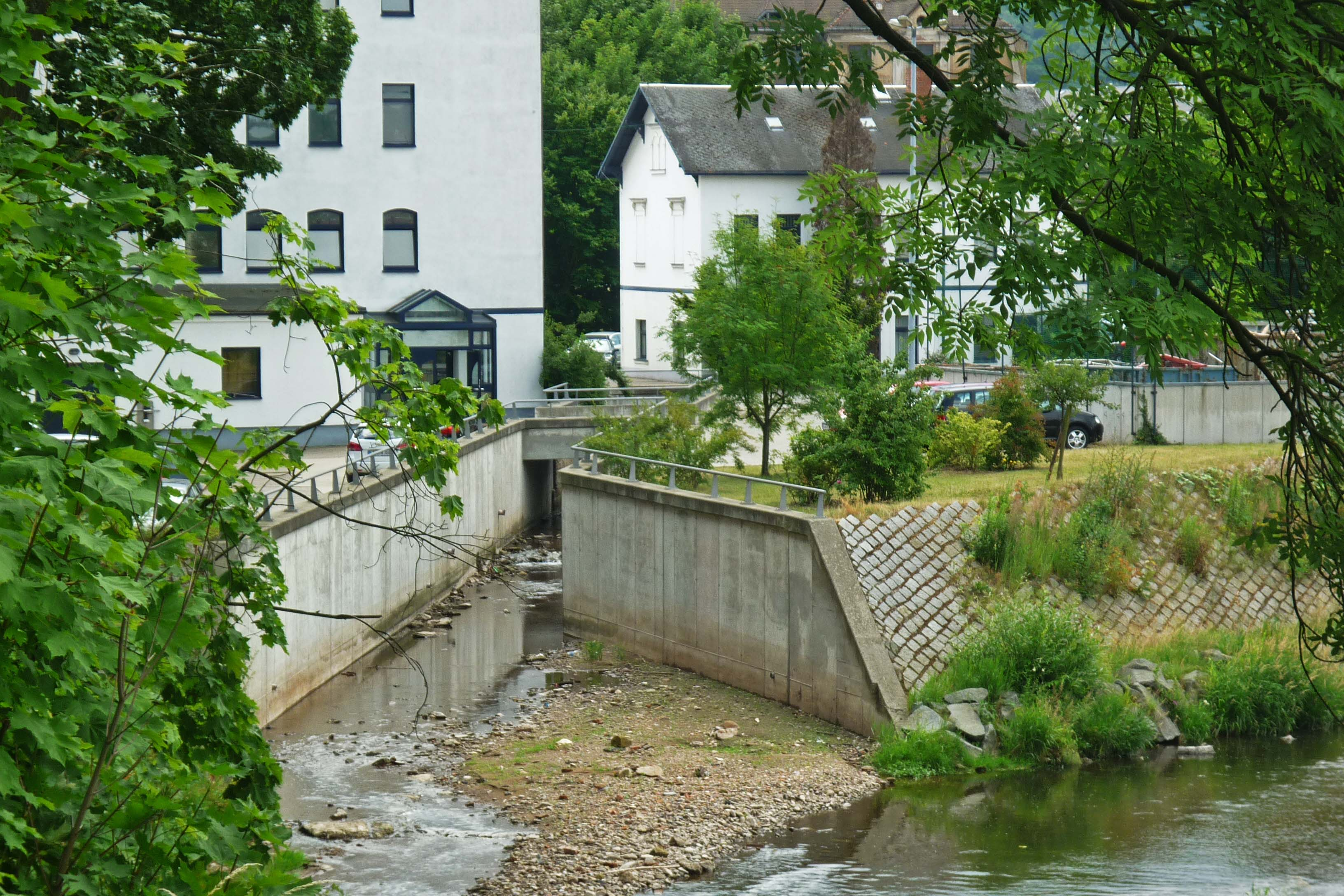
Auslauf in die Weißeritz
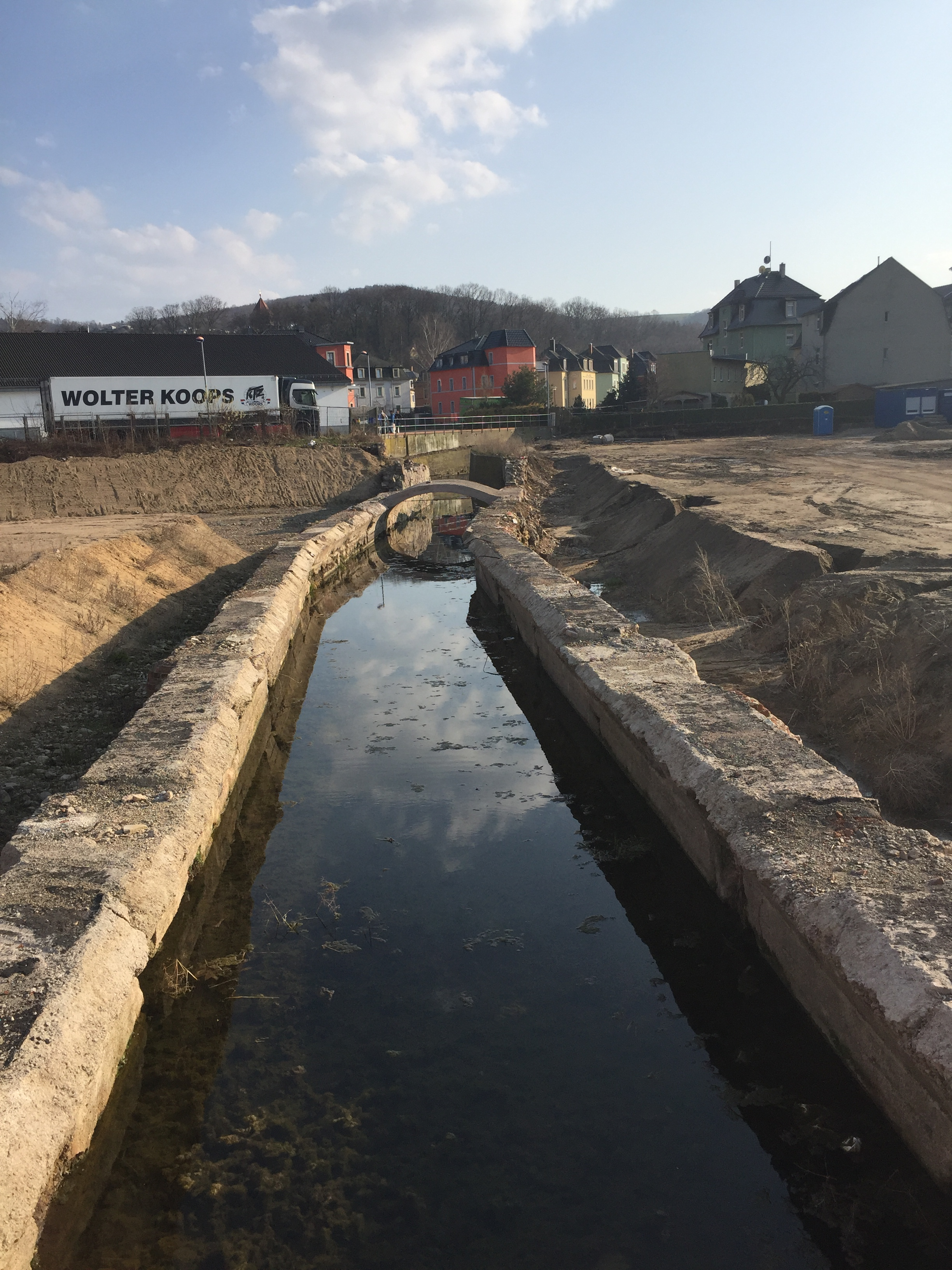
Freigelegter Mühlgraben im Bereich der Lederfabrik Sohre
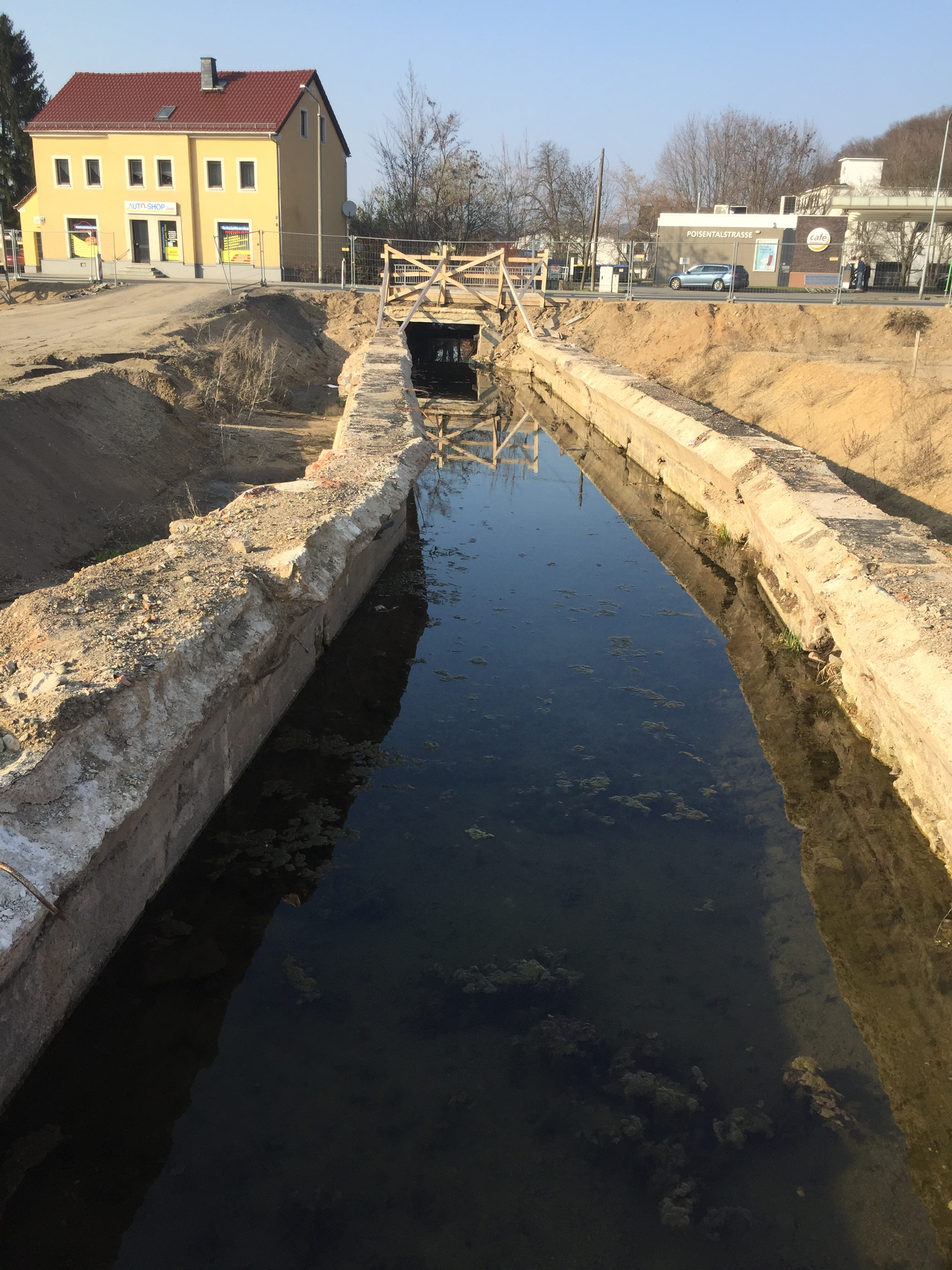
Freigelegter Mühlgraben mit Blick zur Poisentalstraße

## Geschichte
Der Mühlgraben wurde zusammen mit der (späteren) Egermühle angelegt. Mit dem Beginn des flößens auf der Weißeritz im 16. Jahrhundert auf Veranlassung Georgs des Bärtigen entstanden am Wehr Schäden, sodass die Mühlenbesitzer vom Staat entschädigt wurden. Gemeinsam mit der Egermühle wurde der Mühlgraben 1909 ausgebaut und betoniert, war jedoch durch die Einführung von Dampfmaschinen und später der Elektroenergie nicht mehr die Hauptenergiequelle der Mühle.
Ab 1833 nutzte die Böhmertmühle an der Poisenbachmündung den Graben mit. Die später aus der Böhmertmühle hervorgegangene „Leder- und Treibriemenfabrik Müller“ nutzte den Graben zum Weichen der zu gerbenden Felle und zur Energieerzeugung mittels einer Turbine. Das geringe Gefälle erforderte jedoch eine Kopplung mit dem benachbarten Elektrizitätswerk auf der anderen Weißeritzseite.
Die weitaus größere Lederfabrik der Gebrüder Sohre entstand 1893 und gewann Brauchwasser aus dem Deubener Mühlgraben. Es wurden etwa 90 m³ Wasser in der Stunde entnommen.
Mit der politischen und wirtschaftlichen Wende 1989/90 stellten Egermühle und Lederfabrik ihren Betrieb ein. Der Mühlgraben wurde geschlossen und seitdem nicht mehr genutzt. Am 8. Dezember 1998 wurde die gesamte Anlage als technisches Denkmal unter Schutz gestellt.
Während des Hochwassers im Jahr 2002 wurde das Wehr an der Jägerstraße stark beschädigt, sodass der Mühlgraben seitdem weitestgehend trocken liegt. In Anbetracht des schlechten baulichen Zustandes der Ufermauern wurde das Zuschütten weiter Teile erwogen. Gleichzeitig gab es aber auch Bestrebungen, den Mühlgraben wieder nutzbar zu machen und an der Roseggerstraße ein Wasserkraftwerk zu errichten.
Im Zuge der Neugestaltung des Gebietes zwischen Poisental-, Hinter- und Körnerstraße nach dem Abriss der Restgebäude der Lederfabrik 2019 wurde der Mühlgraben in diesem Bereich saniert, freigelegt und Mittelband einer Parkanlage zwischen Körner- und Poisentalstraße. Später sollen Verwaltungsgebäude auf Teilflächen entstehen. Mitte 2020 wurde der Park freigegeben.